# アストゥリアス語
アストゥリアス語（アストゥリアスご、アストゥリアス語: l'asturianu、スペイン語: asturiano）またはアストゥリエス語は、スペインのアストゥリアス州（アストゥリアス語ではアストゥリエス、Principau d'Asturies）で話されるロマンス諸語の一つ。歴史的にはバブレ語（この用語は現在口語アストゥリアス語の意味でつかわれる）と呼ばれていた。
アストゥリアスでは、自治政府の法律の下に保護されていて、学校では選択言語となっている。アストゥリアス語とカスティーリャ語（スペイン語）の間にダイグロシアコンフリクト（近接言語間の社会的衝突）がある。この言語は、現実にはカスティーリャ語の方言の扱いを受けることが多いが、言語学的には、カスティーリャ語（スペイン語）、カタルーニャ語、ガリシア語やポルトガル語といったイベリア半島で話されている言葉、ならびにイタリア語、フランス語、ルーマニア語と同様、俗ラテン語から変遷したロマンス語のひとつである。

## 分類
カスティーリャ・イ・レオン州レオン県とサモーラ県の一部で話されている同系の言語はレオン語（el llionés）と呼ばれ、アストゥリアス語とレオン語を合わせて、アストゥリアス・レオン語と呼ばれる。またエストレマドゥーラ州北西部で話されているエストレマドゥーラ語（el estremeñu）やカンタブリア州西部で話されている言語（el cántabru、あるいはel montañésと呼ばれる）も同系の言語とされる。また、ポルトガル領内の3か所にも同系の言語が話されており、このうちのミランダ・ド・ドウロ地域で話される言語はミランダ語と呼ばれ、2000年にポルトガルの公用語として認められた。
一方、フランコ政権時代からの研究を引き継ぐスペイン言語学では、これらの言語を「言語」として認めるかスペイン語の下位変種（方言）とするかで現在でも議論がある。ポルトガルのミランダ・ド・ドウロ地域で話される近縁のことばは、ミランダ語と呼ばれ、スペイン側ではアストゥリアス・レオン語の下位変種として扱われることが多い。ポルトガルの言語学では、現代アストゥリアス語およびレオン語がスペイン語の影響を受けているのに対し、ミランダ語の場合、ポルトガル語の影響を受けているので、近縁の別言語として分類される。これらの言語の総称としてアストゥリアス・レオン語とも呼ばれるので注意が必要である。ミランダ語はこれらの言語で唯一公用語となっている。

## 歴史
イベリア半島の古い部族であるアストゥールの居住域で話されていた前ロマンス言語群から影響を受けている。後の14世紀に政治的、宗教的に占領するために中央の統治者が使者と役人を送った時にカスティーリャ語がこの地域に来た。
1980年以来、アストゥリアス語を保護し、推進するための多くの努力がなされている。
しかし、アストゥリアス語の状況は深刻であり、この100年間で多数の話者の減少が起こっている。ポルトガルのミランダ語の場合は、言語の保全に向けより進んだ施策がとられている。
アストゥリアス語を公用語として認識しないことは、アストゥリアス語を明らかな窮境へと導いた。話者達は、日常生活の中でそれを使おうとしない。
何故なら、公的、私的にかかわらず機関はアストゥリアス語で書かれた書類を受け取ろうとしないし、アストゥリアス語で商取引をしようとする人々に注意を払わないからである。
報告によればアストゥリアス語は2世代の内に死語となる可能性があるとしている。
様々な困難にもかかわらず、アストゥリアス州自治政府の政策によって、この言語を学習し、使用する（主として書き言葉として）若い人々が、主として知識層の中でこの数年大いに増えている。
そして政治的意欲のあるアストゥリアス人、レオン人が彼らの地域アイデンティティを誇っている。
20世紀の終わりにアストゥリアス語アカデミーはこの言語の生き残りを保証するために必要とされる手段、即ち文法、辞書、定期刊行物の多くを提供する努力を行った。
新しい世代のアストゥリアス語の書き手は、アストゥリアスとレオンの用法でこの言語の用語を行った。これらの進展がアストゥリアス語が生き残る大きな希望を与えた。

## 特徴
アストゥリアス語の特徴で、他のロマンス語と際立っていると思われるものは、形容詞に中性形が存在することである。この中性形には複数形は存在しない。
また、接続法と直説法の語形が同一、つまり接続法が事実上ないことも大きな特徴と言える。
隣接のガリシア語と同様、助動詞を用いた複合完了時制を持たない。また、隣接のガリシア語以上に縮約形が多いこともその特徴にあげることができるであろう。

### 母音
アストゥリアス語の母音体系はカスティーリャ語と同じ、5母音体系である。歴史的にはラテン語の強勢のある短母音Ĕ、Ŏは語のどの位置にあっても二重母音化した。これに対して西隣のガリシア語は二重母音化せず、つまり7母音体系を維持しており、このことがアストゥリアス西部でアストゥリアス語とガリシア語を区別する決めてとなっている。たとえばラテン語で鉄を意味するFĔRRU(M)はアストゥリアス語ではfierro（ガリシア語ではferro、カスティーリャ語ではhierro）となり、門を意味するPŎRTA(M)はpuerta（ガリシア語ではporta、カスティーリャ語ではpuerta）。カスティーリャ語との違いはこの二重母音化は、語のどの位置においても生じたことである。たとえば英語のbe動詞にあたる動詞SUMの活用はアストゥリアス語ではつぎのようになる：ĔST > yes 音声表記：[ˈjes]、ĔRAT > yera 音声表記：[ˈjeɾa]となり、カスティーリャ語ではそれぞれes、eraとなる。

## 音声
- 母音

|        | 前舌 (硬口蓋) | 中舌 | 後舌 (軟口蓋) |
| ------ | ------------- | ---- | ------------- |
| 閉母音 | i             | -    | u             |
| 中母音 | e             | -    | o             |
| 開母音 | -             | a    | -             |

- 子音

## 方言
- 西部方言 - アストゥリアスの西部の方言で、隣接するガリシア語と共通する特徴がいくつか見られる。
- 中部方言 - 最もアストゥリアス語的であるといわれ、現在の規範はこの中部方言をもとに決められている。
- 東部方言 - 隣接するカスティーリャ語に最も近い特徴を持つ。